# Super Max!
«Super Max!» — песня в исполнении нидерландской группы Pitstop Boys, члены которой являются фанатами нидерландского автогонщика Формулы-1 Макса Ферстаппена. Песня была выпущена 16 июля 2016 года в сопровождении видеоклипа на YouTube.

## История выпуска
Макс Ферстаппен — нидерландский гонщик Формулы-1, дебютировавший в Формуле-1 в 2015 году, выступав за Toro Rosso. В 2016 году на Гран-при Испании 2016 года поменялся местами с Даниилом Квятом, перейдя в Red Bull Racing, старшую команду Red Bull. Он выиграл свою первую гонку за команду Red Bull, став самым молодым победителем в истории, самым молодым гонщиком, занявшим подиум, и самым молодым гонщиком, когда-либо лидировавшим в гонке Формулы-1, побив предыдущие рекорды, установленные Себастьяном Феттелем. Макс Ферстаппен также стал первым голландцем, выигравшим Гран-при, и первым победителем Гран-при, родившимся в 1990-х годах.
Pitstop Boys — группа из трёх фанатов Макса Ферстаппена, Роба Тунена, Марко Марса и Йеруна Хильгенберга, которые являются частью «Oranje Army» (с нидерл. Оранжевая армия), разговорное название голландских болельщиков.
Продолжение песни было сделано в честь борьбы за титул Макса Ферстаппена с Льюисом Хэмилтоном в сезоне 2021 года под названием «Super Max! Yohé, Yoho!». Они также написали ещё одну песню «Let’s Go Lando» в поддержку британского гонщика Формулы-1 Ландо Норриса.

## Отзывы
Песня стала вирусным хитом после того, как Ферстаппен продолжил добиваться успеха в Формуле-1. Песня использовалась как боевая песня всякий раз, когда выигрывал Ферстаппен, как интернет-мем для всего, что делал Ферстаппен, или как пение в «Оранжевой армии». Ферстаппен выиграл свой первый чемпионский титул в Формуле-1 в сезоне 2021 года, в результате чего песня попала в рейтинг Spotify Viral 50 в нескольких странах, в том числе заняла первое место в Нидерландах и пятое место в мировом рейтинге. Ферстаппен также был замечен на вечеринке под эту песню после победы в чемпионате.